# Túnel de Somport
El túnel de Somport es un túnel de carretera internacional situado en el Pirineo central. Une los valles del Aragón (España) y de Aspe (Francia). Fue construido gracias a un convenio internacional firmado por España y Francia entre los años 1994 y 2002. Fue inaugurado el 17 de enero de 2003. Tiene una longitud de 8608 metros, de los cuales 5759 metros se encuentran en el lado español y 2849 metros en el lado francés. Es el túnel carretero más largo de España.

## Historia

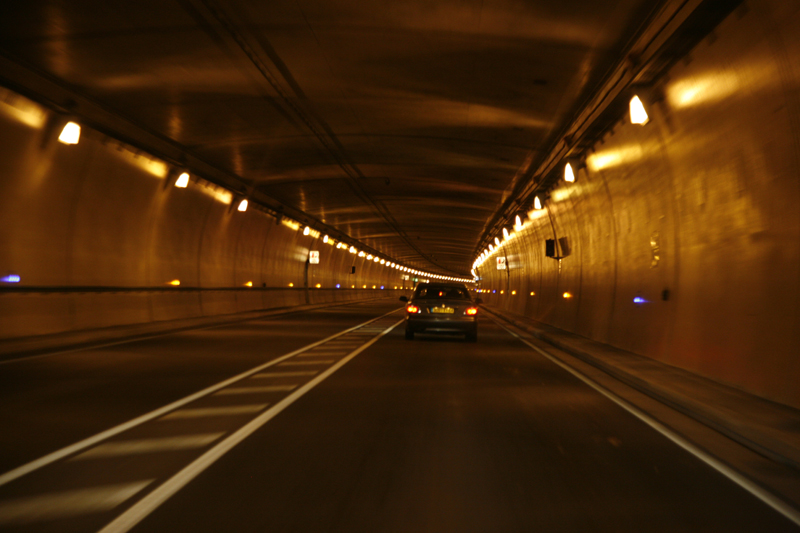
Interior del túnel de Somport.

El puerto de Somport es un paso natural utilizado desde la antigüedad. De hecho, Somport proviene de "Somus Porta" o "Somos la Puerta" (entre Hispania y la Galia), aunque se maneja también el origen etimológico de "summus portus" (el puerto más alto).
A principios del siglo XX se construyó un túnel ferroviario que enlazaba por ferrocarril las ciudades de Zaragoza y Pau. Cerrado al tráfico este túnel en 1970, la carretera quedó como única vía de comunicación, con el problema de que esta vía tiene que franquear el puerto, a 1.640 metros de altitud, cuyo tráfico rodado queda muy limitado durante los meses invernales.
La clausura del túnel ferroviario fue debida a que fue decayendo la utilización de la línea hasta que un accidente de dudoso origen, ocurrido el 27 de marzo de 1970 en el puente de L´Estanguet, entre la salida del túnel de la zona francesa y la estación de Bedous, sirvió de pretexto para interrumpir el tráfico por parte de la SNCF, retirándose con posterioridad el material francés existente en Canfranc. Desde esta fecha, las múltiples gestiones y reuniones llevadas a cabo resultaron infructuosas para conseguir reanudar el tráfico internacional.
En 1987 los Gobiernos español y francés incluyeron el túnel dentro de la planificación viaria de la frontera pirenaica. Dos años después, en 1989, se constituye una comisión hispano-francesa que comienza a hacer los estudios previos del proyecto técnico. En 1990 la Unión Europea lo incluye en Plan de Infraestructuras dentro de la Ruta europea E07. Finalmente, en abril de 1991 se firma el convenio para la construcción del túnel. 
En enero de 1994 dan comienzo las obras. En julio de 1997 los operarios españoles y franceses se encuentran bajo la cordillera. En el año 2000 se emprenden los trabajos de equipamiento del túnel, aunque tras el accidente del túnel de Mont Blanc (1999), la obra retrasa su conclusión debido al incremento en las normativas de seguridad que finalmente establecen la creación de una galería de evacuación hacia el antiguo túnel ferroviario cada 400 m (originalmente España propuso una galería cada 600 m, pero el proyecto se comenzó a realizar con una galería cada 800 m como había estipulado Francia). Finalmente, tras ocho años de obras, el túnel fue inaugurado en enero de 2003 por la vicepresidenta de la Comisión Europea y Comisaria de Transporte y Energía, Loyola de Palacio y los ministros de Fomento de España y Francia Francisco Álvarez Cascos y Gilles de Robien.